# Riolus somcheticus
Riolus somcheticus is een keversoort uit de familie beekkevers (Elmidae). De wetenschappelijke naam van de soort werd in 1846 gepubliceerd door Friedrich Anton Kolenati.